# Scribus
Scribus es un programa de maquetación de páginas, licenciado como software libre, creado para el diseño de publicaciones, la composición tipográfica y la preparación de archivos para equipos de configuración de imágenes de calidad profesional mediante ordenador y se encuentra disponible en 24 idiomas. Scribus ha sido generado con la biblioteca de desarrollo Qt y está disponible en versiones para sistemas operativos tales como GNU/Linux, Unix, Mac OS X y Windows. Brinda capacidades para el diseño y diagramación similares a las ofrecidas por programas de software privativo como Adobe PageMaker, QuarkXPress y Adobe InDesign. Entre sus características más relevantes Scribus soporta la mayoría de los principales formatos gráficos, además de SVG, el manejo de tipos de letra e imágenes, la manipulación de color CMYK y la administración de color ICC. Utiliza para imprimir PostScript Nivel 3, incluyendo soporte para tipografías TrueType, Tipo 1 y OpenType. El controlador soporta plenamente construcciones de PostScript Nivel 2 y un gran subconjunto de construcciones de Nivel 3.
Scribus ofrece la capacidad de preparar archivos para equipos profesionales de filmación de imágenes. También puede crear presentaciones animadas e interactivas en PDF y formularios. Entre los ejemplos de su aplicación se encuentran periódicos, folletos, boletines de noticias, carteles y libros.

## Formatos admitidos
El formato nativo de los archivos generados por Scribus es sla y está basado en XML y, en el caso de documentos comprimidos es sla.gz y ambos están documentados. Scribus genera también otros tipos de archivos, detallados seguidamente:
| Extensión | Descripción                                            |
| --------- | ------------------------------------------------------ |
| sla       | Documentos de Scribus                                  |
| sla.gz    | Documentos comprimidos de Scribus                      |
| scd       | Documentos de Scribus (versiones antiguas)             |
| scd.gz    | Documentos comprimidos de Scribus (versiones antiguas) |
| sce       | Objetos de Scribus                                     |
| scs       | Libro de recortes (Scrapbook) de Scribus               |
| ksxml     | Atajos de teclado                                      |
| ucp       | Paleta de caracteres Unicode de Scribus                |
| xml       | Archivos XML con texto de muestra                      |

Se pueden importar textos de documentos de los estándares OpenDocument (ODT), RTF, del formato propietario .DOC y del formato abierto Office Open XML (.DOCX) de Microsoft Word, y HTML (aunque con algunas limitaciones). Scribus soporta la mayoría de los principales formatos gráficos, además de SVG. Sus características profesionales para tipografías e imágenes incluyen manejo de color según el modelo cromático sustractivo CMYK, la administración de color y la especificación ICC.
El soporte PDF incluye transparencia, cifrado y un gran conjunto de las especificaciones de PDF 1.4 así como PDF/X3, incluyendo campos interactivos de formularios PDF, notas y marcas.

## Impresión
La impresión se realiza mediante sus propios controladores internos de PostScript Nivel 3, incluyendo soporte para tipografías incrustadas y ajustes con tipografías TrueType, Tipo 1 y OpenType. El controlador interno soporta plenamente construcciones de PostScript Nivel 2 y un gran subconjunto de construcciones de Nivel 3.

## Historia
Scribus fue iniciado en los primeros días de diciembre del año 2000 por el programador alemán Franz Schmid, quien poseía una computadora Macintosh y a quien gustaban las aplicaciones de autoedición diseñadas para dicho equipo. Sin embargo, al dar sus primeros pasos en el uso del sistema operativo GNU/Linux, se dio cuenta de que no existía para este un paquete de publicación "amigable para el usuario", de modo que inició desde cero la creación de un programa de autoedición al que denominó inicialmente OpenPage, nombre que pensó que sería muy genérico, por lo que decidió renombrarlo como Scribus, que es el nombre que se dio en idioma latín a los escribas de la época del Imperio Romano. Para el diseño inicial, Schmid tomó como modelo el del software QuarkXpress surgiendo así como un proyecto personal. Inicialmente, Schmid diseñó y creó el programa codificándolo en el lenguaje Python y lo fue transportando a lenguaje C++, haciendo modificaciones menores. Luego, decidió ponerlo a disposición del público mediante la red Internet en el sitio web Freshmeat, hoy conocido como Freecode, asignándole licencia GPL, propia del software libre. Schmid unió a su proyecto personal a programadores que trabajaban, en algunos casos, en la industria de la edición de medios impresos. En el año 2003, fue presentada la primera versión. Desde entonces, al equipo inicial, ahora conocido como Scribus Team, se han unido voluntarios, tanto en la codificación y traslación para otros sistemas operativos, como en la traducción, como ocurre en la mayor parte del software libre, abarcando 60 idiomas, al contar los que soporta su interfaz. Por ello, además de los programadores, cuenta con un buen grupo de personas que dan soporte y seguimiento a los problemas o errores del programa. Franz Schmid, al momento de escribir esta sección, continúa encabezando el equipo del Scribus Team, por lo que sigue involucrado en su desarrollo que se dirige a la versión 1.6.

## Análisis
La versión 1.3.3.6 de Scribus tiene alrededor de 189 000 líneas de código fuente (identificadas por el programa SLOCCount). Según estos datos para el modelo COCOMO se necesitarían cerca de 49 personas-año para su elaboración y se estima su realización en un periodo aproximado de 2-3 años.
Tomando como base el salario de 56 286 dólares norteamericanos por año (salario promedio de un programador en los Estados Unidos, que utiliza el programa SLOCCount) y multiplicando esto por 2,40 para incluir gastos adicionales a los costos de los programadores (como por ejemplo, servicios públicos, etc.) obtendríamos un costo total estimado de unos 6 546 039 millones de dólares norteamericanos. A continuación se presenta el desglose de los costos estimados:
Para la elaboración del programa Scribus, según el análisis realizado con SLOCCount, el lenguaje más utilizado es C++, Shell y ANSI C, con una menor participación de Perl y Python. La siguiente tabla muestra dicha participación.
| Lenguaje | Líneas de código | %      |
| -------- | ---------------- | ------ |
| C++      | 162.811          | 86,20% |
| Shell    | 12.535           | 6,64%  |
| ANSI C   | 9.572            | 5,07%  |
| Perl     | 2.009            | 1,06%  |
| Python   | 1.944            | 1,03%  |